# سالم الكتبي
سالم الكتبي، باحث وخبير إستراتيجي وكاتب رأي ومحلل سياسي إماراتي. كتب مقالات في العديد من الصحف والمواقع الإلكترونية العربية والإسرائيلية فضلا عن العديد من المواقع الإخبارية ومواقع مراكز الدراسات والبحوث، كما ترشح لانتخابات المجلس الوطني الاتحادي عن إمارة أبو ظبي لعام 2019.

## حياته
حاصل على شهادة الدكتوراه بميزة «مُشرِّف جدًا» مع التوصية بالنشر في القانون العام والعلوم السياسية، من كلية العلوم القانونية والاقتصادية والاجتماعية في عين الشق التابعة لجامعة الحسن الثاني بالدار البيضاء، على أطروحة  «الدعاية والقيادة السياسية والدينية على شبكات التواصل الاجتماعي في المنطقة العربية».

## مواضيع الكتابة
الكتبي مهتم بقضايا حقوق الإنسان والمعاناة الإنسانية للنازحين والمهاجرين من الإرهاب والحروب.
من انشغالاته أيضا عدة قضايا إستراتيجية وفكرية أبرزها مكافحة التطرف الديني والإرهاب، والبنى الفكرية والتنظيمية لتيارات الإسلام السياسي، والعلاقات الإيرانية -العربية، وتحولات العلاقات الدولية في القرن الحادي والعشرين، والأمن والاستقرار في العالم العربي، وتجديد الخطاب الديني، والعلاقة بين الثقافة والدين، والتأثيرات السياسية والاجتماعية لوسائل التواصل الاجتماعي، وقضايا الأمن القومي والعوامل المؤثرة فيها، والصراعات الطائفية والمذهبية في العالمين العربي والإسلامي وتطوير التعليم.

### التطرف والإرهاب
يرى الكاتب والمحلل السياسي الإماراتي سالم الكتبي أن فكرة «الجهاد» ذات قوة دفع عقائدية متجددة ينبغي أن تؤخذ بالاعتبار على المستوى التحليلي، ومن ثم فإن سياسة احتواء تنظيم «داعش» قد تغريه بمزيد من التمدد والتوسع. من هنا يفترض أن يكون مصير«داعش» الشغل الشاغل لمراكز الدراسات والبحوث العربية، لوضع سيناريوهات وبدائل وحلول للتعاطي مع وجود محتمل ‍ولو بنسبة ضئيلة ‍لداعش مع بروز محتمل أيضا لتوجه غربي ما لغض الطرف عن هذا الوجود.

#### عمليات الذئاب المنفردة والتكنولوجيا
خطر العمليات «الإرهابية»، في نظر الكتبي، لا يتوقف عند سقوط بعض الجماعات المتشددة في العراق وسوريا وغيرهما، وإنما يتعداه إلى انتشار الهجمات الانفرادية. ويرجع أصل تسمية هذا العمليات بهجمات الذئاب المنفردة إلى مفهوم في علم النفس. الهجمات الانفرادية سوف تصبح أكثر خطورة مع التطور التقني لا سيما الاستخدام المتزايد لتكنولوجيا إنترنت الأشياء حيث يصبح بإمكان الأفراد تهديد الجماعات وإيقاع أعداد أكثر من الضحايا والخسائر. حسب الكتبي، يجب عمل دراسة جدية لخطر تطور العمل الإرهابي، ليس على المستوى الفكري فقط، ولكن أيضاً على المستوى التنظيمي والحركي، لأن من يركزون على الفكر ينسون أن الإرهاب تحول إلى مصدر جلب للأموال.

#### الجماعات «الإسلامية» والدعم الغربي
يعتبر الكتبي أن علاقة بعض التنظيمات والحركات الإسلامية، التي توصف بالجهادية، بالاستخبارات الغربية التي مولت هذه الجماعات والتنظيمات ودربتها واستخدمت عناصرها خلال فترة الحرب الباردة، وتحديدا في أثناء الاحتلال السوفيتى لأفغانستان خلال حقبة الثمانينيات، هي علاقات مؤكدة وموثقة، ويعتقد كثير من المتخصصين أن جزءا من هذه العلاقات ما زال قائما حتى اليوم، وبالتالي من الصعب على الطرفين إنكارها والتنصل منها تماما.

### مصر
يرى سالم الكتبي العلاقة المصرية الإماراتية لن تزلزلها أية كيانات، مؤكدا ان التاريخ لن يتغير، فعلاقة الشعبين المصري والإماراتي أقوى من الزمن ومجرياته، مضيفا ان المشروع المصرى الاماراتى مبنى على اساس متين من الحب، وستظل مصر بشعبها ركيزة الأمة العربية. وشدد على ضرورة استعادة مصر لثقلها الإقليمي لإلقاء طوق النجاة بمعاونة السعودية والإمارات، لدول تغرق في الفوضى وأخرى أوشكت على الاختفاء والتبخر، علاوة على مخاوفه من تمدد الحرب الشيعية السنية في ظل المؤامرات الإقليمية.
وفي حوار مع صدى البلد عن قضية سد النهضة، ذكر الكتبي بأن مصر خاضت حروبا عديدة في العصر الحديث وتستطيع بناء رؤية إستراتيجية واعية حول قرار الحرب والسلام، وهو ما ينعكس في موقف قيادتها بشأن أزمة السد رغم خطورة وحساسية الموضوع وارتباطه الوثيق للغاية بالأمن القومي المصري.

## الدراسات

### دراسة حول القضية الفلسطينية
أصدر الكتبي دراسة بعنوان «دولة الإمارات العربية المتحدة والقضية الفلسطينية دراسة تاريخية»، وتدخل هذه الدراسة ضمن سياق التوثيق التاريخي لمواقف دولة الإمارات العربية المتحدة وسياساتها القومية والإنسانية في دعم القضية الفلسطينية، منذ سنة 1971 وإلى غاية الحرب الإسرائيلية على قطاع غزة في يوليو 2014. وخلصت الدراسة بعنوان «دولة الإمارات العربية المتحدة والقضية الفلسطينية — دراسة تاريخية»، إلى أن الإمارات كانت على مدى أربعة عقود تدعم القضية الفلسطينية، سواء تعلق الأمر بالدعم السياسي أو المالي حيث قدمت حوالي ملياري دولار أميركي كمساعدات مالية للفلسطينيين في الفترة الممتدة مابين 1971 و 2013، واعتمدت الدراسة على منهج تاريخي تحليلي مركب، يقوم على رصد مواقف دولة الإمارات العربية المتحدة من القضية الفلسطينية عبر المراحل المختلفة التي مرت بها هذه القضية وتحليل تلك المواقف سواءً كانت خطباً، أو تصريحات، أو بيانات، أو خطوات عملية.

## الكتب
- فخر العروبة،[18]

### جوائز
اختارت شبكة إعلام المرأة العربية كتاب فخر العروبة أفضل كتاب عربي لعام 2017 في اجتماع بحضور قيادات الشبكة وشخصيات وأساتذة جامعات وإعلاميين مصريين وعرب، وقالت لجنة الاختيار أن الكتاب «(حافظ على) الطابع والأسلوب العلمي وهذا ماتفتقده اغلب الإصدارات في مثل هذه النوعية من الكتب».

## المقابلات

### انتخابات المجلس الوطني
تعليقا على انتخابات المجلس الوطني الاتحادي 2019، قال الكتبي في حوار مع صحيفة صدى البلد أن برامج الناخبين تتفق في العديد من المواضيع منها: «توطين الوظائف لتوفير فرص العمل لشباب الخريجين المواطنين». الكتبي أحد المرشحين في الانتخابات، ويشارك ببرنامج محوره التعليم والمرأة والشباب.

### الشأن الخليجي
- في موضوع استهداف جماعة أنصار الله (الحوثيون) للسعودية، أبدى ثقته بالحكومة السعودية في الرد على الاستهداف الصاروخي للميليشيات الحوثية، مؤكداً أن العالم أدان تلك العمليات «الإرهابية» التي نفذها الحوثيون وتدعمهم إيران لاستهداف أرض الحرمين الشريفين، وأضاف إن إطلاق الصواريخ الباليستية يمثل تهديدا ليس لأرض الحرمين فقط بل للسلام العالمي ككل، أيد الخطوات التي تتخذها الحكومة السعودية لحماية المقدسات وأراضيها وشعبها.[25]
- وفي تعليق الكتبي عن الخطاب الرسمي الإيراني تجاه السعودية، فوصفه بالموجه للاستهلاك الإعلامي والحرب الدعائية، فإيران لا ترغب في الدخول بحرب مباشرة مع المملكة لأسباب عدة، منها الجاهزية القتالية والوضع الاستراتيجي للطرفين، وعدم وجود تماس حدودي ترابي مباشر، وأردف أن الحرب السابقة مع العراق التي استمرت 8 سنوات لا تصلح أساسا للمقارنة وأن الرياض ليست الحلقة الأضعف في المسألة.[26]
- في حوار لقناة الحرة أوضح الكتبي أن «هناك هدف استراتيجي مهم تسعى اليه قوات الشرعية اليمنية مدعومة من التحالف العربي وهو تطهير الأراضي اليمنية من الحوثيين وصولا إلى صنعاء العاصمة وتحريرها من قبضة الحوثيين، المطار والميناء خطوات تكتيكية للوصول إلى الهدف الاستراتيجي»، وأضاف قائلا «اليمن لن يكون أداة طيعة لتصدير الثورة. (...) مع وجود ضعف في المنطقة العربية، وجدوا فرصة للتمدد الذي يخالف القوانين الدولية للسيادة».[27][28]

## الملتقيات
شارك الكتبي في عدد من الملتقيات الفكرية والدراسية منها محاضرة بمناسبة اليوم العالمي للسلام شاركه فيها الشاعر والناقد سلطان العميمي، حيث استعرض تاريخ الإمارات عبر عصور ستة. هذا وشارك في لقاء الإعلان عن مبادرة وطنية محلية لتأسيس «فريق 'واجب' التطوع» بالتزامن مع اليوم العالمي للعمل الإنساني.
في نوفمبر 2017 شارك الكتبي في مؤتمر MEDays حيث تطرق لمواضيع المراكز الفكرية والقوة الناعمة في الشرق الأوسط وإفريقيا.

## العضويات في النوادي الصحفية والمراكز الفكرية
الكتبي عضو في المنظمات الصحفية التالية:
- نادي الصحافة ببروكسل (Press Club Brussels)
- نادي لندن للصحافة
- الاتحاد الدولي لصحفيين
- الاتحاد العام لصحفيين العرب
- جمعية الصحفيين في الإمارات

## وصلات خارجية
- (بالعربية) (بالإنجليزية) (بالفرنسية) الموقع الرسمي لسالم الكتبي
- (بالعربية) مقالات الكتبي على موقع كتابات
- (بالإنجليزية) مقالاته على غلف نيوز
- (بالفرنسية) مقالات الكتبي على َأغورافوكس